# Ефект Джоуля — Томсона
Ефект Джоуля — Томсона — зміна температури газу під час його адіабатичного розширення (дроселювання). Ефект може бути від'ємним (охолодження) або позитивним (нагрівання).

## Фізична природа явища
Адіабатичний процес відбувається за відсутності теплообміну із середовищем. При адіабатичному розширенні газ виконує роботу, втрачаючи внутрішню енергію, що призводить до зниження температури.

## Коефіцієнт Джоуля— Томсона
Зміна температури при зниженні тиску на 1 атм (0,1 МПа) називається коефіцієнтом Джоуля — Томсона. Цей коефіцієнт змінюється в широких межах і може мати позитивний або негативний знак.

## Інтегральний дросель-ефект й області його значення
Зміна температури газу в процесі ізоентальпійного розширення при значному перепаді тиску на дроселі називається інтегральним дросель-ефектом.
Інтегральний коефіцієнт Джоуля-Томсона для природного газу змінюється від 2 до 4 К/МПа залежно від складу газу, падіння тиску і початкової температури газу. Для наближених розрахунків середнє значення коефіцієнта Джоуля — Томсона можна прийняти рівним 3 К/МПа.

## Застосування
Ефект Джоуля — Томпсона застосовується для отримання наднизьких температур, зрідження газів тощо. Гази водень і гелій в дроселі Джоуля — Томпсона не охолоджуються, а нагріваються. Тому їх охолоджують мікротурбінами — турбінами Петра Леонідовича Капіци, турбодетандерами.